# هنري رايت (لاعب كرة قدم أسترالية)
هنري رايت (بالإنجليزية: Henry Wright)‏ هو لاعب كرة قدم أسترالية أسترالي، ولد في 24 فبراير 1882، وتوفي في 5 فبراير 1953.

## وصلات خارجية
- هنري رايت على موقع AustralianFootball.com (الإنجليزية)
- هنري رايت على موقع AFLtables.com (الإنجليزية)